# Yılmaz Kunt
Yılmaz Kunt (* 19. November 1994 in Ankara) ist ein türkischer Schauspieler und Model.

## Leben und Karriere
Yılmaz Kunt wurde am 19. November 1994 in Ankara geboren. Er studierte an der Atılım Üniversitesi. 2015 nahm er an dem Wettbewerb Best Model of Turkey teil und er bekam den ersten Platz. Von 2016 bis 2017 spielte er in der Fernsehserie Gülümse Yeter die Hauptrolle. Unter anderem trat er in Afili Aşk auf.
2018 bekam Kunt in der Serie Bahtiyar Ölmez eine Nebenrolle. Anschließend wurde er 2021 für die Serie Baş Belası gecastet. Seit 2023 ist Kunt in Ömer zu sehen.

## Filmografie
Serien
- 2016–2017: Gülümse Yeter
- 2018: Bahtiyar Ölmez
- 2019: Afili Aşk
- 2021: Kırmızı Oda
- 2021: Baş Belası
- 2022: Baba
- 2022: Sadece Arkadaşız
- seit 2023: Ömer